# 東門美津子
東門 美津子（とうもん みつこ、1942年11月16日 - ）は、日本の政治家。沖縄県沖縄市長（2期）。衆議院議員（2期）、沖縄県副知事を務めた。沖縄県初の女性首長である。

## 来歴
琉球大学卒業後、オハイオ大学大学院修士課程（コースワーク）終了。
在日米軍海兵隊施設であるキャンプ・フォスター内にあるクバサキ・ハイスクールの教諭として勤める。
その後沖縄県庁に入庁。大田昌秀沖縄県知事の下で副知事を務めた。
2000年、第42回衆議院議員総選挙に、社会民主党公認（沖縄社会大衆党・自由連合推薦）で沖縄3区から出馬。1996年に社民党を離党し、民主党公認で出馬した前職の元沖縄開発庁長官・上原康助や自由民主党公認（公明党・保守党推薦）の嘉数知賢らを破り、初当選した。2003年の第43回衆議院議員総選挙では、選挙区で嘉数に敗れたが、重複立候補していた比例九州ブロックで復活し、再選。2005年の第44回衆議院議員総選挙では選挙区で再び嘉数に敗れ、比例復活もならず落選した。
2006年、社民・社大・民主・共産・自由連合5党の推薦を受け、沖縄市長選挙に無所属で出馬。自民・公明推薦の前沖縄市議・桑江朝千夫を破り、当選。2010年、沖縄市長に再選。その後2014年の市長選挙には出馬せず任期満了により退任。事実上の後継候補である島袋芳敬は東門市政の継承を謳い立候補した。しかし、東門が8年前に下した桑江が市長に当選し、東門市政は刷新されることになった。
引退後の2021年2月末、議会における女性議員割合の増加を目標とする「クオータ制で女性議員増をめざす会」の共同代表に就任。

## 政策
- 選択的夫婦別姓制度の導入に賛成。2000年には、東門ら超党派女性国会議員50名が、夫婦別姓選択制を求めて当時の森総理に申し入れを行った。申し入れでは、「とくに若い世代では、夫婦別姓選択制を望む声が高まっています。政府には、世論を喚起するなど、夫婦別姓選択制を導入するための努力を望む」としている[4]。
- 2003年、静岡空港建設反対の国会議員署名活動で署名者に加わっている[5]。